# Syzygium stapfianum
Syzygium stapfianum är en myrtenväxtart som först beskrevs av George King, och fick sitt nu gällande namn av Ian Mark Turner. Syzygium stapfianum ingår i släktet Syzygium och familjen myrtenväxter. IUCN kategoriserar arten globalt som livskraftig.
Artens utbredningsområde är Filippinerna. Inga underarter finns listade i Catalogue of Life.